# 大崎紀夫
大崎 紀夫（おおさき のりお、1940年-　）は、日本の詩人、紀行作家、俳人。
埼玉県戸田市生まれ。1963年東京大学文学部仏文科卒、朝日新聞社入社。出版部門を長く経験する。1995年『俳句朝日』編集長。1996年『短歌朝日』創刊編集長となり、『俳句朝日』と編集長を兼任する。1999年退社、顧問となる。2000年「ウェップ俳句通信」編集長。2001年結社「やぶれ傘」を創刊、主宰。釣りに関する著作も多い。

## 著書
- 『詩集　ひとつの続き』のら社 1971
- 『渡し舟』写真:北井一夫,和田久士 角川書店 1976
- 『私鉄ローカル線 写真紀行』和田久士,岡田明彦写真 国書刊行会 1978
- 『スペイン 写真集』国書刊行会 1979
- 『全国雑魚釣り温泉の旅』潮出版社 1979
- 『湯治場』朝日新聞社 1979
- 『にっぽん雑魚釣り紀行』新門出版社 1980
- 『ぶらり釣り行』小形又男,樋口一成写真 朝日新聞社 1981
- 『野ベラ周遊行』新門出版社 1982
- 『出会い旅』アロン書房 1985
- 『大崎紀夫のにっぽん釣りあるき』新門出版社 1986
- 『旅の風土記』三樹書房 1987
- 『野ベラ漂泊行』三樹書房 1987
- 『麦わら帽子の釣り本散歩』三樹書房 1989
- 『麦わら帽子の野ベラ釣り紀行』三樹書房 1991
- 『麦わら帽子の釣り本探訪』三樹書房 1993
- 『日本縦断野生の巨ベラを追う』三樹書房 1995
- 『農村歌舞伎』写真・文 朝文社 1995
- 『歩いてしか行けない秘湯』マガジンハウス 1996
- 『インド素朴絵画 マドゥバニー・ペインティング』京都書院アーツコレクション 1998
- 『オーイ、旅 野宿派の隠れた名所案内』北宋社 1998
- 『野ベラ追走記 大崎紀夫の日本縦断』三樹書房 1998
- 『旬の海釣り12ヵ月 東京近郊・伊豆紀州・九州』北宋社 1999
- 『麦わら帽子の釣り本散歩』三樹書房 1999
- 『「巨ベラ」への道 駆けぬけた5万キロ!』三樹書房 2001
- 『草いきれ 句集』ウエップ 2004
- 『日本列島野生のヘラを求めて』三樹書房 2004
- 『榠[リン]の実 句集』ウエップ 2006
- 『へらぶな釣り 麦わら帽子の釣り人が選んだ釣り場20選』三樹書房 2006
- 『竹煮草 句集』ウエップ 2008
- 『へらぶな釣り場50選 麦わら帽子の釣り人が語る』三樹書房 2009
- 『遍路-そして水と風と空と 句集』ウエップ 2009
- 『ちぎれ雲』ウエップ 2010
- 『へらぶな釣り 麦わら帽子の釣り人が選んだ釣り場20選』三樹書房 2010
- 『からす麦 句集』ウエップ 2012
- 『虻の昼 句集』ウエップ 2014
- 『俵ぐみ 句集』ウエップ 2014
- 『地図と風 旅・写真・俳句』ウエップ 2014
- 『ふな釣り 句集』ウエップ 2016
- 『ｎの箱舟　大人の童話』ウェップ、2017

### 共著編
- 『つげ義春流れ雲旅』文: 大崎 写真: 北井一夫 朝日ソノラマ 1971[3]
- 『瞽女 橋本照嵩写真集』編 のら社 1974
- 『山田脩二日本旅1961-2010』山田脩二写真 編 平凡社 2010

## 関連人物
- つげ義春
- 北井一夫